# Sheffield Township, Ashtabula County, Ohio
Sheffield Township är en kommun (township) i Ashtabula County i delstaten Ohio, USA. 